# Уніан Лейрія
«Уніан Лейрія» (порт. U.D. Leiria) — португальський футбольний клуб із Лейрії, заснований 1966 року. Виступає у Національному чемпіонаті Португалії. Домашні матчі проводить на стадіоні «Магальяйш Песоа», який вміщує 24 000 глядачів.

## Історія
Найпринциповішими суперниками «Уніау Лейрії» є «Бейра-Мар», «Навал» та «Академіка» — клуби, що представляють той самий регіон. До найвищого дивізіону Португалії клуб вперше потрапив в сезоні 1979-80, зайнявши 13-те місце і понизившись у класі.
Після сезонів у Першому дивізіоні, проведених командою у важких перегонах за місце в єврокубках у 2000-х роках, клуб знову вилетів  у Другий дивізіон у сезоні 2007-08, зайнявши останнє місце. Наступного сезону «Уніау Лейрія» повернулася назад із другого місця, пропустивши вперед «Ольяненсе».
У сезоні 2011-12 у клубу почалися серйозні фінансові труднощі. Гравці декілька місяців не отримували платні. 29 квітня 2012-го, після того як більшість гравців розірвала свої контракти з клубом, на поле у грі чемпіонату проти «Фейренсе» вийшло 8 футболістів. Після того як команду не встигли заявити в другий дивізіон, вона автоматично потрапила до третього.

## Досягнення
Другий дивізіон
- Переможець (1): 1997–98

Кубок Португалії
- Фіналіст (1): 2002–03

Суперкубок Португалії
- Фіналіст (1): 2003

Кубок Інтертото
- Переможець (1): 2007
- Фіналіст (1): 2004